# 딘 에드워즈
딘 에드워즈(Dean Edwards, 1970년 7월 30일 ~ )는 미국의 희극인이자 배우이다.